# كين أورورك
كين أورورك (بالإنجليزية: Ken O'Rourke)‏ (8 ديسمبر 1949 في المملكة المتحدة - ) هو لاعب كرة قدم بريطاني في مركز الهجوم. لعب مع كولتشستر يونايتد ونادي أرسنال ونادي ليتون أورينت وBedford Town F.C. ‏ وMetropolitan Police F.C. ‏.